# Gaižiūnai (stacja kolejowa)
Gaižiūnai (ros. Гайжюнай) – stacja kolejowa w miejscowości Gaižiūnai, w rejonie janowskim, w okręgu kowieńskim, na Litwie. Węzeł linii Koszedary – Radziwiliszki z linią do Kowna.

## Historia
Stacja Gajżuny została otwarta w XIX w. na drodze żelaznej libawsko-romeńskiej, pomiędzy stacjami Janów i Koszedary. Stacją węzłową została w okresie międzywojennym.

## Przypisy

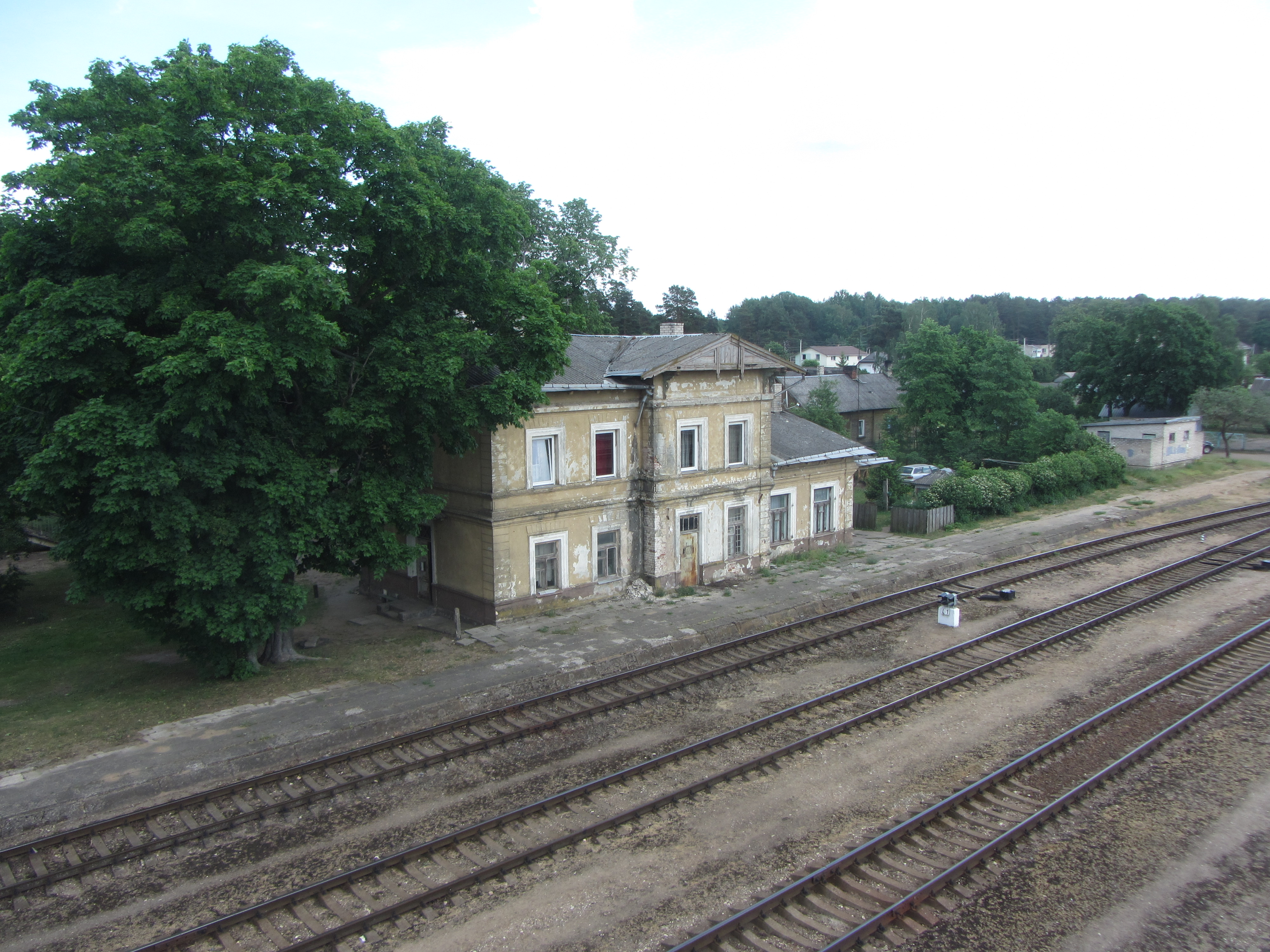
Dawny budynek stacyjny
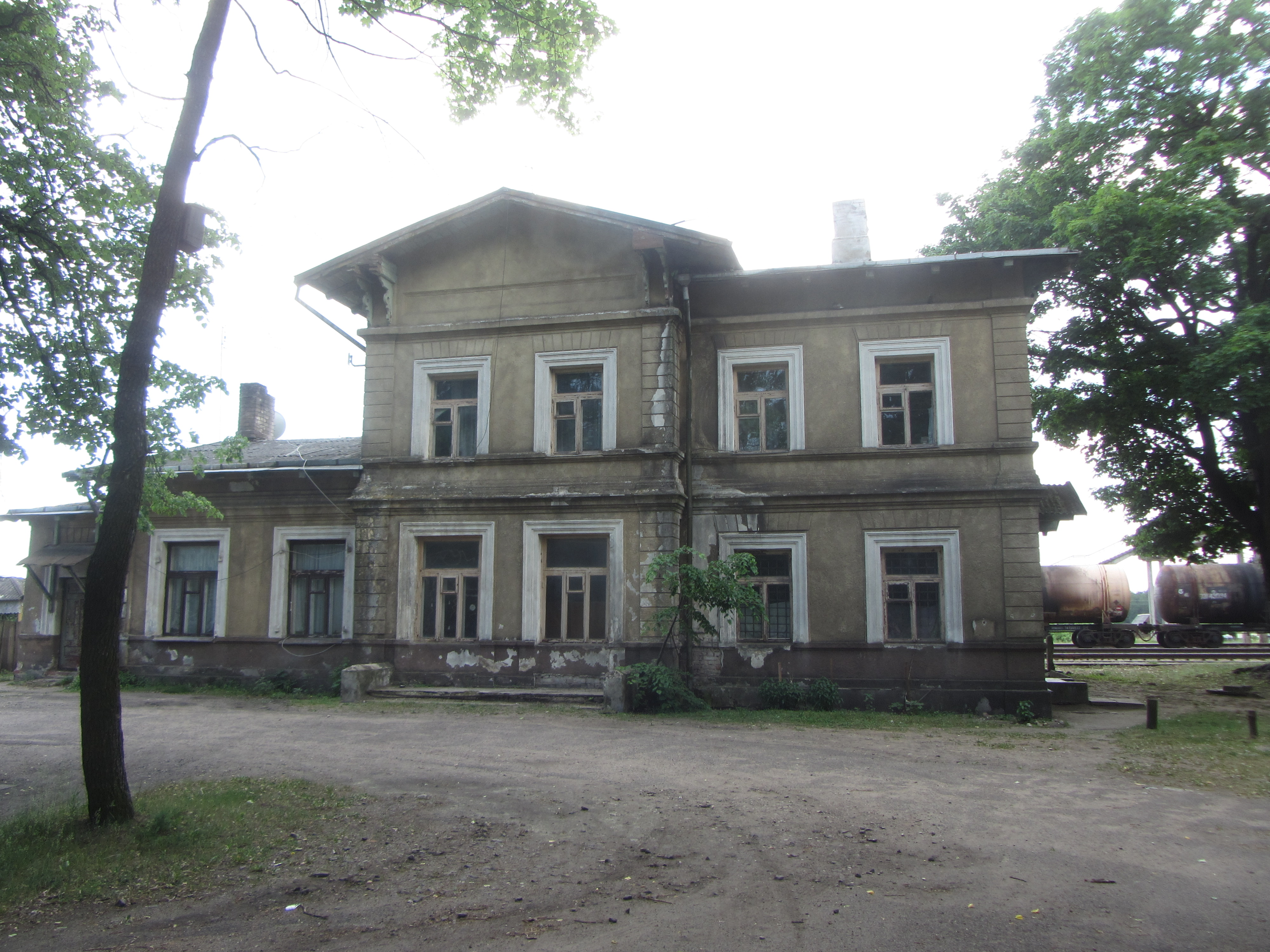
Dawny budynek stacyjny
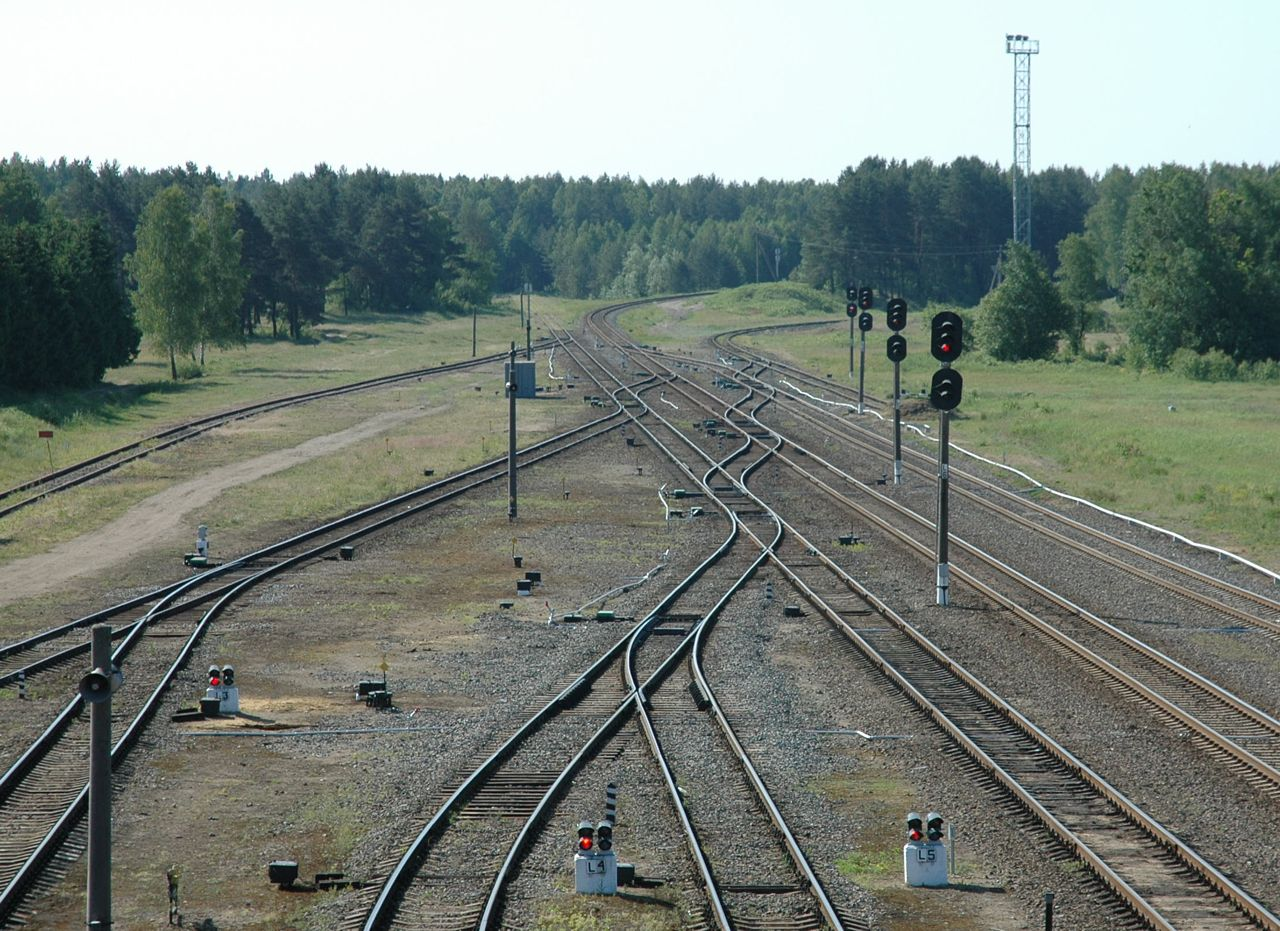
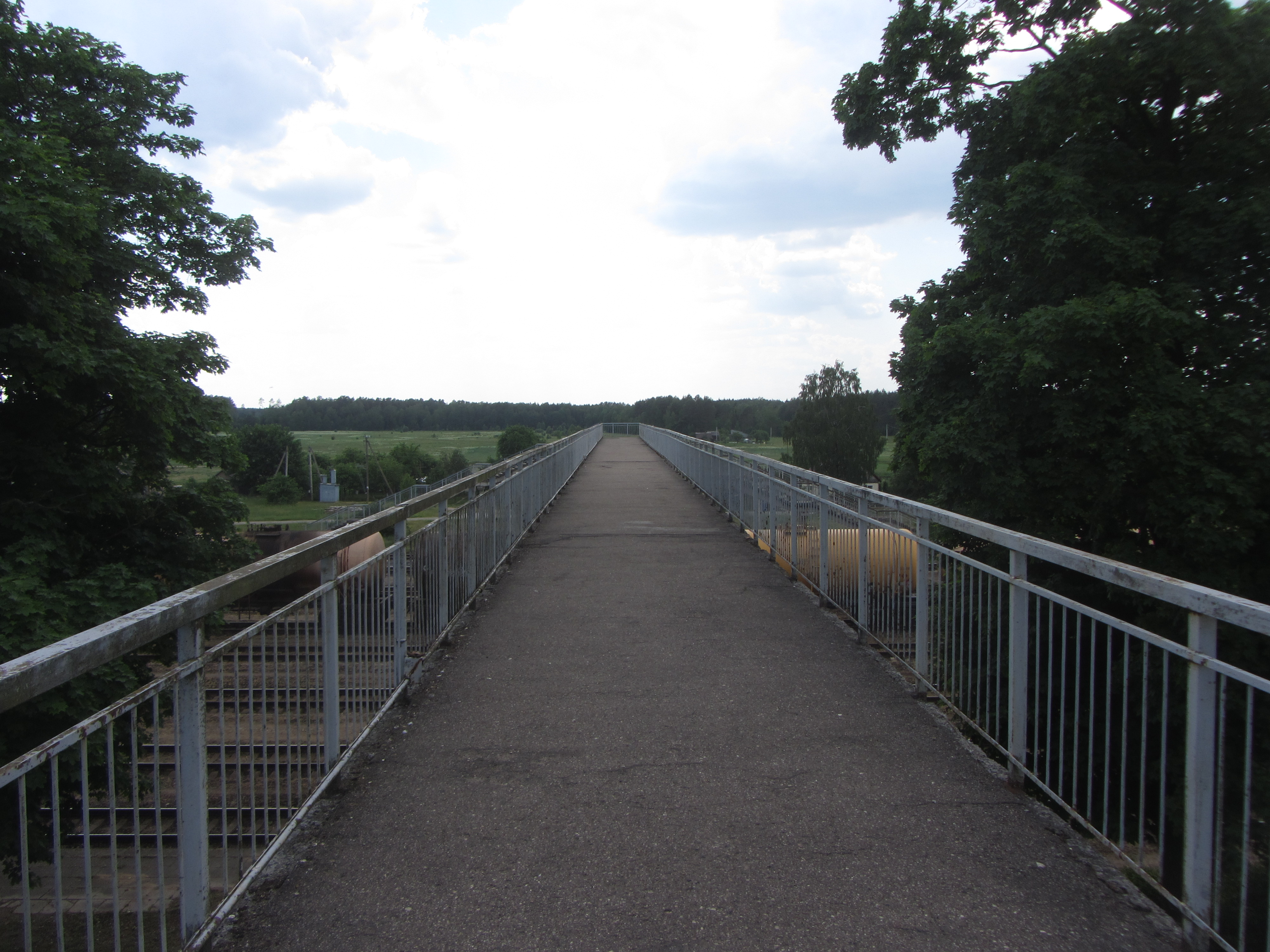
Kładka nad torowiskiem